# Жукова, Галина Александровна
Галина Александровна Жукова (в девичестве Семёнова; 1926, Саратов, СССР — 13 ноября 1973, Москва, СССР) — советский врач-терапевт, подполковник медицинской службы,  вторая жена Маршала Советского Союза Г. К. Жукова (1896—1974).

## Биография

Памятник на Новодевичьем кладбище

Галина Александровна родилась в 1926 году.
Вторая жена Г. К. Жукова. В отношениях состояли с 1950 года, когда, будучи командующим войсками Уральского военного округа, маршал жил в Свердловске, а Галина Семенова служила в окружном госпитале, в котором после микроинфаркта лежал Жуков. Официально в браке состояли с 1965 года до кончины Галины Александровны 13 ноября 1973 года (от рака молочной железы).
Похоронена в Москве на Новодевичьем кладбище (2 участок 2-й ряд).
Дочь — Мария Георгиевна (род. 1957). Автор книги «Маршал Жуков — мой отец». Москва, Издательство Сретенского монастыря, 2006 г., 192 стр.

## Память
- В 2012 году на Первом канале был показан телесериал «Жуков», где роль Галины Александровны Жуковой сыграла актриса Анна Банщикова.